# Luis Corvalán

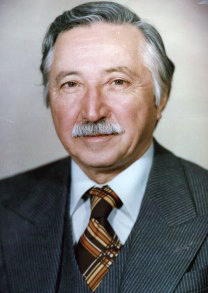
Luis Corvalán

Luis Corvalán Lépe (* 14. September 1916 als Luis Nicolás Corvalán Lépez in Puerto Montt; † 21. Juli 2010 in Santiago de Chile) war ein chilenischer Politiker und Generalsekretär der Kommunistischen Partei Chiles.

## Leben

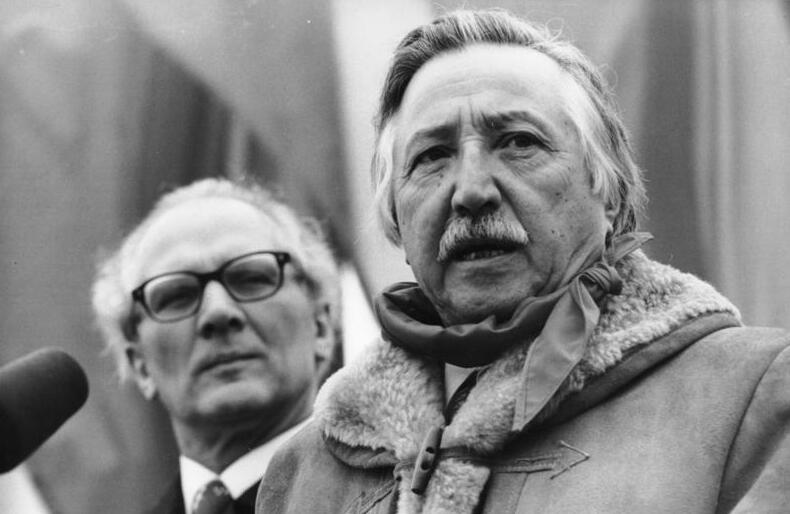
Corvalan beim Besuch in Berlin 1977 mit dem Staatsratsvorsitzenden Erich Honecker

1932 trat Luis Corvalán als Fünfzehnjähriger gegen Ende der Diktatur von Carlos Ibáñez del Campo in der Stadt Chillán der Kommunistischen Partei Chiles bei. Ausgebildet als Lehrer, wirkte er ab 1952 im Politbüro der Partei mit, ab 1958 als Generalsekretär. Zur Zeit des Verbots der Partei zwischen 1948 und 1958 war Corvalán in Gefangenenlagern wie Pitrufquén und Pisagua inhaftiert. Unter seiner Leitung trat die Partei dann für eine Volksfrontpolitik ein und wirkte bei der Unidad Popular mit.
Nach dem Putsch Pinochets am 11. September 1973 wurde Luis Corvalán verhaftet und in das Konzentrationslager „Ritoque“ auf der Insel Dawson verbracht. Nach der Ermordung Víctor Jaras war er der prominenteste politische Gefangene in Chile. In einer internationalen Solidaritätskampagne wurde seine Freilassung gefordert. Die Rechtsprofessoren Herrmann und Reintanz sowie die Professorin für Erziehungswissenschaften von der Martin-Luther-Universität Halle-Wittenberg, zugleich Vizepräsidentin des Kulturbundes der DDR, verlangten die Freilassung des Senators und anderer chilenischer politischer Häftlinge.
Am 18. Dezember 1976 wurde er in Zürich gegen den sowjetischen Dissidenten Wladimir Bukowski ausgetauscht und fand Asyl in der Sowjetunion, wo er unter anderem den Leninpreis erhielt. Von hier aus gründete er die Frente Patriótico Manuel Rodríguez. In der DDR wurde er 1976 anlässlich seines 60. Geburtstages mit dem Karl-Marx-Orden ausgezeichnet. 1988, zum Ende der Pinochet-Diktatur, kehrte er nach Chile zurück. Er wohnte bis zu seinem Tod in einem kleinen Haus in Santiago de Chile und war Mittelpunkt einer großen Familie. Sein jüngstes Buch Die Kommunisten und die Demokratie erschien 2008. Er plädiert darin für eine Gesellschaft auf Grundlage einer neuen sozialen Bewegung und fordert unter anderem die Wiederverstaatlichung der chilenischen Kupferminen. Er gehörte bis zu seinem Tod dem KP-Zentralkomitee an.
Corvalán starb am  21. Juli 2010 im Beisein seiner Familie in Santiago de Chile.

## Darstellung Corvalans in der bildenden Kunst (außer auf Plakaten)
- Bruno Kubas: Luis Corvalán (1977, Büste, Bronze)
- Dietrich Kunth: Corvalan (1973, Lithografie)[10]
- Norbert Schmitt (* 1953): Luis Corvalan (1975, Holzschnitt, 14,6 × 9,5 cm)[11]
- Augustin Olavarria Valdivia (* 1945): Corvalan, ein beispielhafter Kämpfer (1976, Zeichnung)

## Veröffentlichungen
- Freiheit für Chile! Verlag Marxistische Blätter, Frankfurt a. M. 1973.
- Luis Corvalán, Eduardo Labarca: Kommunistische Politik in Chile. Interviews mit dem Generalsekretär der KP Chiles. Verlag zum Studium der Arbeiterbewegung, Westberlin 1973.
- Eduardo Labarca: Luis Corvalán – Kämpfer für die Sache des Volkes. APN-Verlag, Moskau 1975.
- Aus meinem Leben. Dietz-Verlag, Berlin 1978.
- Der Zusammenbruch der Sowjetmacht. Dietz-Verlag, Berlin 1995, ISBN 3-320-01909-0.
- Gespräche mit Margot Honecker über das andere Deutschland. Das Neue Berlin, Berlin 2001, ISBN 3-360-00950-9.
- Luis Corvalán, Klaus Huhn (Hrsg.): Der andere 11. September. Der Mord an Allende und Tausenden Chilenen vor 30 Jahren. Spotless-Verlag, Berlin 2003, ISBN 3-933544-80-7.
- Die Kommunisten und die Demokratie. 2008.